# Stadtwerke Ulm/Neu-Ulm
Die Stadtwerke Ulm/Neu-Ulm GmbH (SWU) sind eine 1982 gegründete städtische Unternehmensgruppe. Als kommunales Versorgungsunternehmen beliefern die SWU hauptsächlich die Region Ulm und Neu-Ulm mit Strom, Gas, Wasser, Wärme und bieten Telekommunikationsdienste an. Darüber hinaus betreiben die SWU über ihre Tochter SWU Verkehr weite Teile des öffentlichen Personennahverkehrs in den Städten Ulm und Neu-Ulm.
In Baden-Württemberg zählen die SWU mit mehr als 200.000 Kunden, einem Konzernumsatz von 782 Millionen Euro und einer Beschäftigung entsprechend 1216,5 Vollzeitäquivalent (Stand 31. Dezember 2024) zu den führenden Energiedienstleistern unter den Stadtwerken. Seit der Neustrukturierung der Stadtwerke zur SWU Unternehmensgruppe 1998 gründeten die SWU verschiedene Tochtergesellschaften und entwickelten Dienstleistungen auch in den Bereichen Telekommunikation, IT-Management und Consulting.

## Geschichte

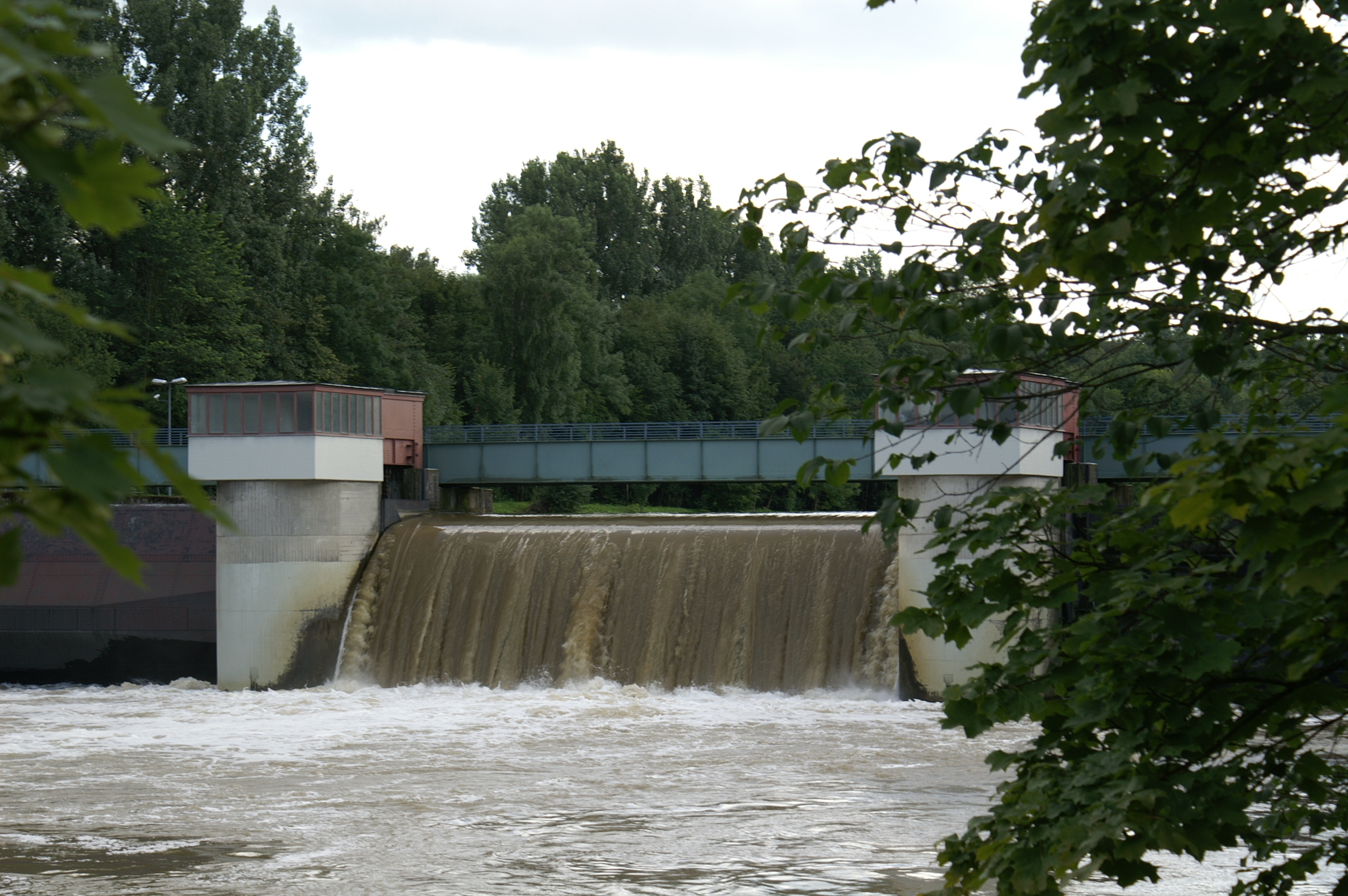
Wasserkraftwerk „Böfinger Halde“

1853 erfolgte der Beschluss des Rates der Stadt Ulm, die Straßen mit Gas zu beleuchten und es begann der Bau des Gaswerkes am Neutor. Um der gestiegenen Nachfrage zu begegnen, wurde 1857 die Städtische Gasfabrik Ulm gebaut. 1871 schloss diese einen Gasvertrag mit der Stadt Neu-Ulm.
Auch die Wasserversorgung wurde ab 1873 in Ulm zentral geregelt. Nach der Entdeckung der Elektrizität erfolgte 1895 die Inbetriebnahme des Ulmer Elektrizitätswerks an der Olgastraße. Zwei Jahre später am 15. Mai 1897 fuhr die erste Ulmer elektrische Straßenbahn.
1906 erfolgte die Umstellung der städtischen Straßenbeleuchtung von Gas auf Strom. Gleichzeitig wurde das erste Wasserkraftwerk im Neu-Ulmer Stadtteil Ludwigsfeld fertiggestellt.
Nach dem Zweiten Weltkrieg erfolgte 1946 die Umwandlung der einzelnen Gesellschaften in einen städtischen Eigenbetrieb. Wegen des steigenden Strombedarfs wurde 1953 das größte Ulmer Wasserkraftwerk Böfinger Halde in Betrieb genommen.
1982 wurde der städtische Eigenbetrieb Stadtwerke in eine GmbH umgewandelt und ein Jahr später wurde die Stadt Neu-Ulm Gesellschafter der neuen Stadtwerke Ulm/Neu-Ulm GmbH.
Aus wirtschaftlichen Erwägungen wurde 1998 eine Neustrukturierung der Stadtwerke zur SWU-Unternehmensgruppe mit Gründung der SWU Energie GmbH und SWU Verkehr GmbH vorgenommen. Aus dem gleichen Grund erfolgte 1999 die Gründung der Energie Plus Handels- und Servicegesellschaft mbH (Energie Plus) und damit die Einführung der Marke „SchwabenStrom“. Die Energie Plus wurde im August 2008 in SWU Vertrieb GmbH umfirmiert.
Die im Januar 2007 vorgelegte Auswertung zum Preisvergleich deutscher Gasanbieter des Bundeskartellamtes platzierte die SWU unter 35 verglichenen Unternehmen auf Rang 34 und damit zum zweitteuersten Anbieter bundesweit.

### Die Historie der Stadtwerke Ulm/Neu-Ulm GmbH
- 1853 Bau des Gaswerkes am Neutor
- 1857 Bau der „Städtischen Gasfabrik Ulm“
- 1871 Gasvertrag mit der Stadt Ulm
- 1873 Inbetriebnahme der ersten zentralen Wasserversorgung in Ulm
- 1895 Inbetriebnahme des Ulmer Elektrizitätswerkes an der Olgastraße
- 1897 Fahrt der ersten Ulmer Straßenbahn durch die Hirschstraße
- 1899 Lieferung des ersten Stroms aus Wasserkraft
- 1906 Umstellung der Ulmer Straßenbeleuchtung von Gas auf Strom
- 1906 Fertigstellung des Wasserkraftwerks Ludwigsfeld
- 1946 Umwandlung in einen städtischen Eigenbetrieb
- 1953 Inbetriebnahme des größten Ulmer Wasserwerkes „Böfinger Halde“
- 1982 Umwandlung der Stadtwerke in eine GmbH
- 1983 Aufnahme der Stadt Neu-Ulm als Gesellschafter
- 1998 Neustrukturierung der Stadtwerke zur SWU Unternehmensgruppe
- 1998 Gründung der „SWU Energie GmbH“ und der „SWU Verkehr GmbH“
- 1999 Gründung der „SWU Vertriebs-Gesellschaft mbH“
- 1999 Einführung der Marke „SchwabenStrom“
- 2000 Gründung der „SWU TeleNet GmbH“
- 2001 Einführung Öko-Audit und ISO 14001
- 2002 Beschäftigung von mehr als 1.000 Mitarbeitern und rund 50 Auszubildenden
- 2005 Gründung der SWU Netze GmbH
- 2007 Jubiläum: 150 Jahre Gasversorgung in Ulm
- 2008 Einführung von „SWU NaturStrom“
- 2008 Bau einer der größten Photovoltaikanlagen bei EvoBus in Neu-Ulm
- 2009 Erweiterung der Straßenbahnlinie 1 bis Böfingen
- 2009 Inbetriebnahme des Wasserkraftwerkes Kostheim
- 2010 Staustufenerhöhung am Wasserkraftwerk Böfinger Halde
- 2010 Einführung von SWU „NaturGas 10“ und „SWU NaturGas 30“
- 2010 Eröffnung des „ServiceCenter Neue Mitte“ (vereint alle Dienstleistungen der SWU mit den Bürgerdiensten der Stadt Ulm)
- 2011 Fertigstellung des Holzvergasungs-Heizkraftwerkes in Senden mit 5,0 MWel und 6,4 MWth.[3]
- 2018 Übergabe des Holzvergasungs-Heizkraftwerks an die Blue Energy Group weil es die "wirtschaftlichen Erwartungen bisher nicht erfüllt hat.”[4]
- 2018 Inbetriebnahme der Straßenbahnlinie 2
- 2021 Austausch der vier Erdgas-BHKW-Motoren (BJ 1999) mit je 2,7 MWel und 3,1 MWth in der Bradleystraße[5][6]
- 2024 Ankunft der ersten Elektrobusse (Nr. 601–602)

## Unternehmensstruktur
Die SWU-Unternehmensgruppe besteht aus der übergeordneten Holding SWU Stadtwerke Ulm/Neu-Ulm GmbH, die im Besitz der Städte Ulm (94 Prozent Unternehmensanteil) und Neu-Ulm (6 Prozent) ist und die folgende direkte Beteiligungen hält:
- FUG – Fernwärme Ulm GmbH (50 Prozent)
- Regionale Energieagentur Ulm gGmbH (6,2 Prozent)
- Bayerngas GmbH (5 Prozent)

Zur Holding gehören drei operativ eigenständige Tochtergesellschaften (jeweils zu 100 Prozent):
- SWU Energie GmbH
  - Stadtwerke Ulm/Neu-Ulm Netze GmbH (100 Prozent)
  - SWU Erneuerbare Energien GmbH (100 Prozent)
    - Windpark Altdorfer Wald GmbH (50 Prozent)
    - Windpark Bermaringen GmbH (50 Prozent)

  - WKW Staustufe Kostheim/Main GmbH & Co. KG (50 Prozent)
  - TWB – Technische Werke Blaubeuren GmbH (50 Prozent)
  - TWH – Technische Werke Herbrechtingen GmbH (50 Prozent)
  - GVL – Gasversorgung Langenau GmbH (50 Prozent)
  - Stadtwerke Niederstotzingen GmbH (50 Prozent)
  - Stadtwerke Blaustein GmbH (50 Prozent)
  - Trianel Gaskraftwerk Hamm GmbH & Co. KG (9,4 Prozent)
  - Trianel Kohlekraftwerk Lünen GmbH & Co. KG (5,3 Prozent)
  - European Energy Exchange AG (0,2 Prozent)

- SWU Telenet GmbH
  - citysens GmbH (100 Prozent)
  - G-Fit Gesellschaft für innovative Telekommunikationsdienste mbH & Co. KG (25 Prozent)

- SWU Verkehr GmbH
  - SWU mobil GmbH (100 Prozent)

### Geschäftsführung
Seit 1. Juli 2015 ist Klaus Eder Vorsitzender der Geschäftsführung der SWU-Unternehmensgruppe und alleiniger Geschäftsführer der SWU Stadtwerke Ulm/Neu-Ulm GmbH, davor hatte fast 20 Jahre Matthias Berz diesen Posten inne.
Aufsichtsratsvorsitzender ist der Oberbürgermeister der Stadt Ulm, Martin Ansbacher. Stellvertretender Aufsichtsratsvorsitzender ist die Oberbürgermeisterin der Stadt Neu-Ulm, Katrin Albsteiger, und als Konzernbetriebsratsvorsitzender der SWU Stadtwerke Ulm/Neu-Ulm GmbH fungiert Claus Jürgen Deyle. Weitere Aufsichtsräte sind verschiedene Stadträte aus Ulm und Neu-Ulm.

## FUG – Fernwärme Ulm GmbH
Die 1995 gegründete FUG mit 200 Mitarbeitern gehört jeweils zur Hälfte der EnBW und den Stadtwerken. Das Fernwärmenetz ist 150 km lang, versorgt die Hälfte Immobilien mit Wärme und hat eine maximalen Leistung von 440 MW. Es werden jährlich 599,5 Mio. kWh abgenommen, bei 12 % Netzverlusten. Der Brennstoffeinsatz ist zu 64 % regenerativ, davon sind 55,1 % Biomasse, 15,3 % Müll, welcher zur Hälfte regenerativ gewertet wird, und 1,2 % Biogas.

### Versorgungsgebiete
Das Fernwärmenetz teilt sich in zehn Versorgungsgebiete auf:
- Neu-Ulm/Senden: 38 % erneuerbare Energien. Wärmenetzverluste 9.173 MWh p. a.
- Wohnen am Illerpark (geplant): 75 % erneuerbare Energien. Wärmenetzverluste 586 MWh p. a.
- Böfingen: 1 % erneuerbare Energien. Wärmenetzverluste 929 MWh p. a.
- Donaustetten/Gögglingen: 0 % erneuerbare Energien. Wärmenetzverluste 213 MWh p. a.
- Einsingen: 0 % erneuerbare Energien. Wärmenetzverluste 399 MWh p. a.
- Jungingen: 0 % erneuerbare Energien. Wärmenetzverluste 1.468 MWh p. a.
- Lettenwald: 58 % erneuerbare Energien. Wärmenetzverluste 829 MWh p. a.
- Lindenhöhe 0 % erneuerbare Energien. Wärmenetzverluste 918 MWh p. a.
- Ochsensteige: 0 % erneuerbare Energien. Wärmenetzverluste 177 MWh p. a.
- Wengenholz in Ulm Lehr: 9 % erneuerbare Energien. Wärmenetzverluste 492 MWh p. a.

### Heizkraftwerke
- Müllheizkraftwerk der Thermischen Abfallverwertung Donautal (TAD)
- Biomasse-Heizkraftwerk I mit 58 MWth und 9,6 MWel
- Biomasse-Heizkraftwerk II mit ca. 11 MWth und 5 MWel. Dampf mit 480 °C und 79 bar
- Heizkraftwerk Magirusstraße mit 230 MWth und 18 MWel. Brennstoff ist schwefelarme Kohle, Erdgas und leichtes Heizöl.
- mehrere Biogasanlagen
- Blockheizkraftwerk
- Spitzenlast-Heizwerk Daimlerstraße mit 100 MWth durch Erdgas oder leichtes Heizöl.
- Spitzenlast-Heizwerk Fort Albeck mit 20 MWth durch leichtes Heizöl.
- Wärmespeicher Donautal. Heißwasserdruckspeicher mit 140 MWh Wärmekapazität und 2.400 m³ Wasser

Daneben sind diese kleineren Heizwerke mit dem Netz verbunden, die keine Kraft-Wärme-Kopplung bieten:
- Heizwerk Universität
- Heizzentrale Ochsensteige

Ein unabhängiges Netz bilden das Heizkraftwerk Neu-Ulm, Heizwerk Ludwigsfelde, Heizzentrale Hallenbad Offenhausen und Heizzentrale AWO.
Daneben gibt es einige Heizzentralen, die nur ein eng begrenztes Gebiet versorgen und keine KWK haben: Heizzentrale Donaustetten, Heizzentrale Lindenhöhe, Heizzentrale Wengenholz, Heizzentrale Böfingen.

## SWU Energie GmbH
Das Aufgabengebiet der SWU Energie GmbH mit dem Tochterunternehmen SWU Energie Beteiligungsgesellschaften II mbH ist sowohl die Energieproduktion als auch die Belieferung der Kunden mit Strom, Erdgas, Fernwärme und Trinkwasser. Zudem ist der Vertrieb aller SWU-Produkte hier angesiedelt. Wegen der Vorgaben zum Unbundling ist der Netzbetrieb organisatorisch vom Vertrieb getrennt und in der Stadtwerke Ulm/Neu-Ulm Netze GmbH angesiedelt.
Die SWU verfolgt seit Jahren die Strategie, ihre Erzeugungskapazitäten weiter auszubauen und setzt dabei hauptsächlich auf regenerative Energiequellen. Bis zum Jahr 2020 soll die eigene Erzeugung aus erneuerbaren Energien den Strombedarf der Haushalte vollständig decken. Bis 2050 soll der Bedarf der gesamten Region – einschließlich der Gewerbe- und Industriekunden – selbst erzeugt werden können. Produziert wird in eigenen, regionalen Anlagen sowie in Kraftwerken andernorts, an denen die SWU Beteiligungen hält (siehe Beteiligungen).
| Kraftwerk                              | Ort                                    | Leistung [MW] | Fallhöhe [m] | Anzahl Turbinen | Regelarbeitsvermögen [GWh] | Baujahr          | Gewässer   | Flusskilometer |
| -------------------------------------- | -------------------------------------- | ------------- | ------------ | --------------- | -------------------------- | ---------------- | ---------- | -------------- |
| Kraftwerk Ludwigsfeld                  | Neu-Ulm                                | 0,58          |              | 2               | 4,3                        | 1906             | Illerkanal |                |
| Kraftwerk Wiblingen                    | Ulm                                    | 1,25          |              | 4               | 8,0                        | 1907             | Donau      |                |
| Kraftwerk Öpfingen                     | Öpfingen                               | 3,0           | 5,50         | 3               | 12,6                       | 1923             | Donau      |                |
| Kraftwerk Neu-Ulm                      | Neu-Ulm                                | 0,59          |              | 2               | 4,3                        | 1926             | Illerkanal |                |
| Kraftwerk Donaustetten                 | Ulm                                    | 4,5           |              | 4               | 21,8                       | 1926             | Donau      |                |
| Kraftwerk Böfinger Halde               | Ulm, Neu-Ulm                           | 8,8           | 7,0          | 2               | 51                         | 1953             | Donau      | 2581,5         |
| Kraftwerk Söflingen                    | Ulm                                    | 0,006         |              | 1               | 0,03                       | 1992             | Blau       |                |
| Kraftwerk Ersingen                     | Erbach                                 | 0,056         |              | 1               | 0,31                       | 2003             | Donau      |                |
| Kraftwerk Kostheim (Beteiligung)       | Ginsheim-Gustavsburg, Hochheim am Main | 4,960         | 3            | 2               |                            | 2009             | Main       | 3,209          |
| Kraftwerk Herbrechtingen (Beteiligung) | Herbrechtingen                         | 0,146         |              |                 |                            | 1991             | Brenz      |                |
| Pumpspeicherkraftwerk Blautal          | Blaubeuren                             | (60)          | (162)        |                 |                            | 2016 eingestellt | Blau       |                |

## Stadtwerke Ulm/Neu-Ulm Netze GmbH
Die Netzgesellschaft der SWU Stadtwerke Ulm/Neu-Ulm GmbH besteht seit 2005 als eigenständige GmbH innerhalb der SWU-Unternehmensgruppe. Sie verantwortet in der Region Ulm/ Neu-Ulm den Netzbetrieb und bietet diskriminierungsfreien Netzzugang. Auch in umliegenden Gemeinden ist sie als Netzpächter und Dienstleister aktiv. Mit gut 368 Mitarbeitern betreiben die Stadtwerke Ulm/Neu-Ulm Netze unter anderem Strom- und Gasnetze sowie Trinkwasser, Fernwärme- und Telekommunikations-Netze in der Region. Dabei werden die Aufgaben des Netzbetreibers gemäß den Vorschriften und Richtlinien des Energiewirtschaftsgesetzes wahrgenommen. Darüber hinaus ist das Unternehmen Partner und Betreiber in den Bereichen Straßenbeleuchtung – mit über 30.000 Leuchtstellen in Ulm, Neu-Ulm, Blaustein und Senden – und Trinkwasseranlagen sowie Trinkwassernetze. Weitere angebotene Dienstleistungen sind beispielsweise die Errichtung und Wartung von Trafo-Stationen und der Betrieb einer Zählerprüfstelle.

## SWU TeleNet GmbH
Die SWU TeleNet GmbH ist zu 100 Prozent ein Tochterunternehmen der SWU Stadtwerke Ulm/Neu-Ulm GmbH. Die Kompetenz des Unternehmens liegt sowohl im Bereich der Informationstechnik als auch der Telekommunikation. Die SWU TeleNet GmbH versorgt neben dem Stadtgebiet Ulm/Neu-Ulm zunehmend auch die Ortsteile sowie die Umgebung der beiden Donaustädte mit ihren Lösungen für Kabelfernsehen, Internet und Telefonie. Zu den über 11.300 Kunden (Stand Dezember 2023) zählen sowohl Privat- als auch Geschäftskunden. Außerdem baut die SWU TeleNet GmbH das Glasfasernetz kontinuierlich aus. Seit Dezember 2023 hat es eine Gesamtlänge von 740 km.

## SWU Verkehr GmbH
Die SWU Verkehr GmbH ist ein Verkehrsunternehmen im Eigentum der Stadtwerke Ulm/Neu-Ulm GmbH (SWU), welches 1999 aus dem Mutterkonzern ausgegliedert wurde. Sie betreibt seither den überwiegenden Anteil des öffentlichen Personennahverkehrs (ÖPNV) in den Städten Ulm und Neu-Ulm. Der bestehende öffentliche Dienstleistungsauftrag der Stadt Ulm vergibt die Erbringung der Verkehrsleistungen an die SWU Verkehr bis zum Jahr 2042. Die SWU Verkehr ist damit als Inhaberin der Liniengenehmigungen für die Planung und Durchführung des Linienverkehrs verantwortlich. Außerdem ist sie für die Infrastruktur und deren Wartung zuständig. Die Fahrleistungen werden von der SWU Verkehr GmbH und deren hundertprozentigen Tochter SWU mobil GmbH sowie weiteren Auftragnehmern erbracht. Die Stadt Neu-Ulm plant, ab 2027 die noch nicht durch die SWU erbrachten Verkehre ebenfalls direkt an die SWU Verkehr zu vergeben.